# 28817 Simoneflood
28817 Simoneflood è un asteroide della fascia principale. Scoperto nel 2000, presenta un'orbita caratterizzata da un semiasse maggiore pari a 2,4217001 UA e da un'eccentricità di 0,0784892, inclinata di 3,16970° rispetto all'eclittica.